# Józef Chomętowski

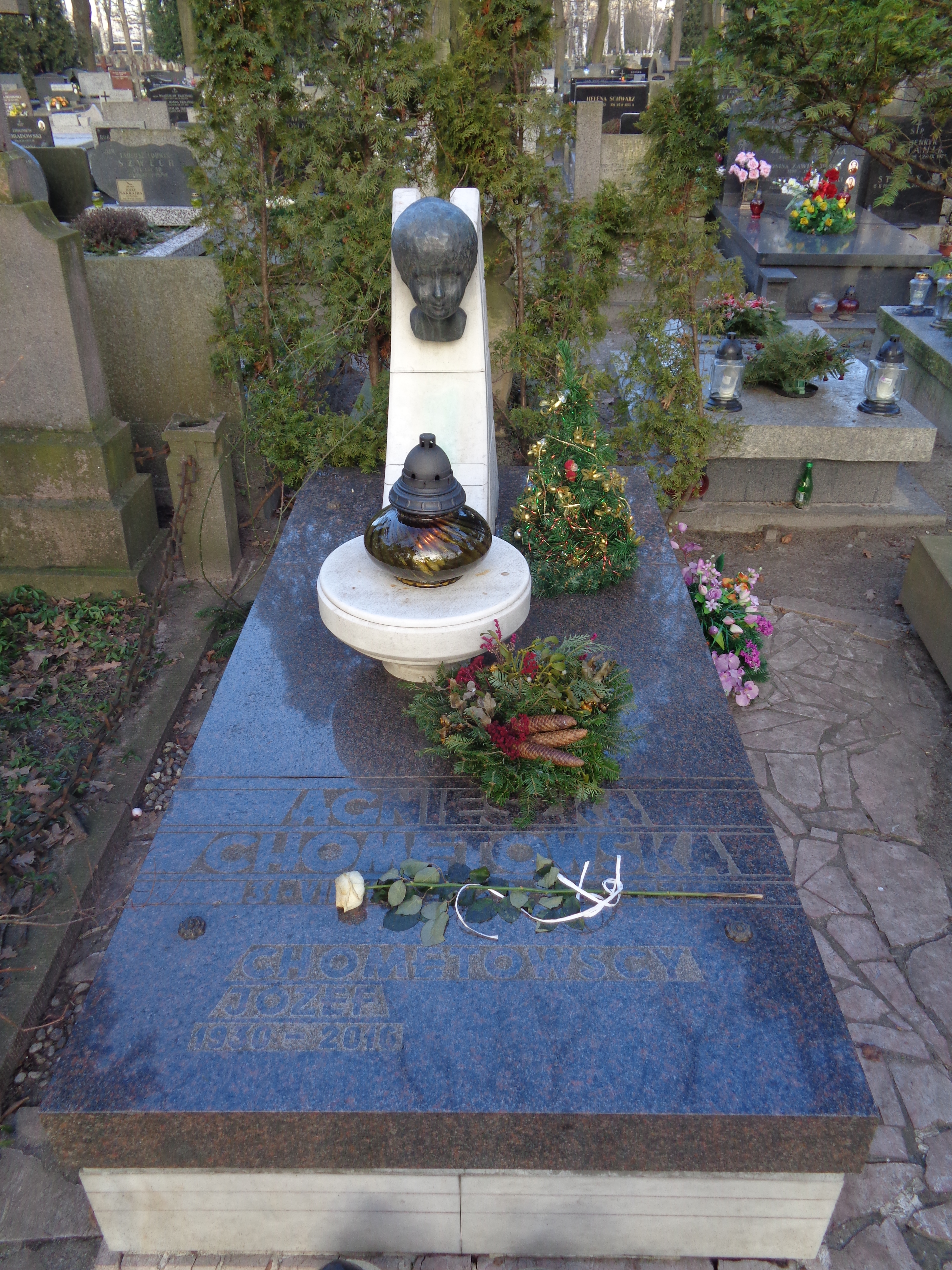
Grób Józefa Chomętowskiego na Cmentarzu Wojskowym na Powązkach.

Józef Franciszek Chomętowski (ur. 21 stycznia 1930 w Warszawie, zm. 7 listopada 2016) – generał brygady Milicji Obywatelskiej, funkcjonariusz Służby Bezpieczeństwa, dyrektor generalny w Ministerstwie Spraw Wewnętrznych Polskiej Rzeczypospolitej Ludowej, szef Służby Kadr i Doskonalenia Zawodowego.

## Życiorys
Od sierpnia 1949 r. podchorąży w Oficerskiej Szkole Prawniczej. W latach 1951–1965 związany z prokuraturą wojskową. Od lutego 1951 r. pełniący obowiązki podprokuratowa, a od października 1951 r. podprokurator Wojskowej Prokuratury Rejonowej w Białymstoku. Od grudnia 1952 r. podprokurator Naczelnej Prokuratury Wojskowej. W następnych latach zajmował następujące stanowiska w strukturach NPW: podprokurator Wydziału VIII NPW (od czerwca 1953 r.), podprokurator Oddziału VII NPW (od kwietnia 1954 r.), podprokurator (od maja 1955 r.) i wiceprokurator (od kwietnia 1958 r.) Wydziału II Oddziału III NPW, wiceprokurator Samodzielnego Wydziału ds. Szczególnych NPW (od stycznia 1959 r.).
14 maja 1965 r. przeszedł do pracy w Ministerstwie Spraw Wewnętrznych. Od 1 czerwca 1965 r. do 31 lipca 1965 r. zastępca dyrektora, a od 1 sierpnia 1965 r. do 19 maja 1971 r. dyrektor Biura Śledczego MSW. Od 20 maja 1971 r. do 7 lutego 1985 r. dyrektor Gabinetu Ministra Spraw Wewnętrznych. W styczniu 1973 r. został zwolniony z zawodowej służby wojskowej i przyjęty do służby w Milicji Obywatelskiej.
8 lutego 1985 r. wszedł w skład ścisłego kierownictwa Ministerstwa Spraw Wewnętrznych jako dyrektor generalny i jednocześnie szef Służby Kadr i Doskonalenia Zawodowego (obejmującej Departament Kadr, Departament Szkolenia i Doskonalenia Zawodowego oraz resortowe szkolnictwo). W październiku 1985 na mocy uchwały Rady Państwa PRL awansowany do stopnia generała brygady Milicji Obywatelskiej. Akt nominacyjny wręczył mu w Belwederze 11 października 1985 przewodniczący Rady Państwa PRL prof. Henryk Jabłoński. Stanowisko dyrektora generalnego zajmował do 30 listopada 1987 r., natomiast funkcję szefa służby pełnił do 22 listopada 1989 r. W kolejnych miesiącach pozostawał w dyspozycji Ministra Spraw Wewnętrznych, a 5 kwietnia 1990 r. odszedł ze służby na emeryturę. W latach 1988–1990 był członkiem Rady Ochrony Pamięci Walk i Męczeństwa.
Zmarł 7 listopada 2016 i został pochowany w grobie rodzinnym na Cmentarzu Wojskowym na Powązkach w Warszawie kwatera B16, rząd 8, grób 16.

## Odznaczenia i wyróżnienia
- Order Sztandaru Pracy I klasy (1984)[4]
- Złota odznaka "Zasłużonego działacza Zrzeszenia Prawników Polskich" (1969)[5]
- List gratulacyjny Zrzeszenia Prawników Polskich z okazji 35-lecia MO i SB (1979)[6]